# Mattias Gustafsson
Mattias Gustafsson (nacido el 11 de julio de 1978 en Åkersberga, Suecia) es un exjugador sueco de balonmano que jugaba de pívot. Su último equipo fue el Ricoh HB. Fue un componente de la selección de balonmano de Suecia. 

## Palmarés

### IFK Skövde
- EHF Challenge Cup (1): 2004

### Aalborg
- Liga danesa de balonmano (1): 2010

## Clubes
- Polisen/Söder ( -1999)
- Viking Stavanger (1999-2000)
- IFK Skövde (2000-2006)
- FCK HB (2006-2008)
- Aalborg HB (2008-2010)
- TuS Nettelstedt-Lübbecke (2010-2014)
- Ricoh HB (2014-2016)